# Kyle Weaver
Kyle Donovan Weaver (* 18. Februar 1986 in Beloit, Wisconsin) ist ein US-amerikanischer Basketballspieler auf der Position Shooting Guard. Seit 2018 spielt er für Neptūnas Klaipėda in der Lietuvos krepšinio lyga.

## Laufbahn
Nachdem er 4 Jahre an der Washington State University verbracht hatte, wechselte er 2008 zu Oklahoma City Thunder in die NBA. Dort spielte er durchschnittlich 20 Minuten pro Spiel, bis er 2010 eine Schulterverletzung erlitt. Er wechselte zum belgischen Club Spirou Charleroi. Nach den Playoffs 2011 unterschrieb er einen Vertrag bei ALBA Berlin, wo er bis zum Sommer 2012 spielte.
Nachdem er im Sommer 2012 in der NBA Summer League aufgelaufen war, erhielt Weaver einen vorläufigen Vertrag bei den Memphis Grizzlies in der NBA, wurde jedoch vor Saisonbeginn wieder aus dem Kader gestrichen. Anschließend unterschrieb er einen Vertrag bei den Austin Toros in der NBA D-League. Im Frühjahr 2013 wechselte Weaver innerhalb der Liga zu den Canton Charge. 
Zur Saison 2013/2014 kehrte Weaver nach Europa zurück und schloss sich dem Club Azzuro Napoli aus der zweiten italienischen Liga an. Nach Zwischenstopps in Puerto Rico, Polen und Griechenland kehrte er Anfang 2018 in die Bundesliga nach Deutschland zurück, wo er sich Science City Jena anschloss. Nach dem Ende der Saison 2017/18 wechselte er nach Litauen zum Neptūnas Klaipėda.